# Edward Maitland
Edward Maitland Maitland (21. února 1880 – 24. srpna 1921) byl britský průkopník letectví. Během svého života sloužil v Air Battalion Royal Engineers, poté v Royal Flying Corps, Royal Naval Air Service a v Royal Air Force.
Po přidělení k Essexskému Regimentu v roce 1900 Maitland sloužil v jihoafrické kolonii Orange River během druhé búrské války.
S balonovým létáním začal v roce 1908. 18. listopadu vzlétl v balónu nazvaném „Mamut“ s C. C. Turnerem a profesorem A. E. Gaudronem z londýnského Crystal Palace a po 36,5 hodinách letu trojice přistála v Měki Děrevi v Rusku. Letci překonali vzdálenost téměř 1 800 kilometrů.
Od roku 1909 Maitland navštěvoval školu balónového létání ve Farnborough. Jako přídavek k balónům experimentoval s motorovými letadly. Avšak díky těžké nehodě, při které se zranil byl nucen věnovat se jen vzducholodím. Dne 19. srpna 1911 byl povolán k Royal Engineers’ Air Battalion („Vzdušnému praporu Královských ženistů“) a následně byl pověřen velením No. 1 Company, Air Battalion. Z té byla později zformována 1. peruť RFC a ještě později (k 1. dubnu 1918) se změnila na 1. peruť RAF. Zde také provedl v roce 1913 první seskok padákem ze vzducholodi Delta (1. squadrona měla až do ledna 1914 vzducholodě, teprve od srpna 1914 dostává letouny těžší vzduchu). V roce 1914 byl Maitland převelen k námořním leteckým silám (RNAS), kde převzal post velícího důstojníka jednotek obsluhujících upoutané balóny.
K 1. dubnu 1918, se sloučením Royal Naval Air Service a Royal Flying Corps se Maitland dostal do Královského letectva. Následně byl povýšen do hodnosti air commodore a pověřen vedením odboru vzducholodí na britském ministerstvu letectví. V červenci 1919 se komodor Maitland zúčastnil prvního transatlantického letu na palubě vzducholodi R 34.

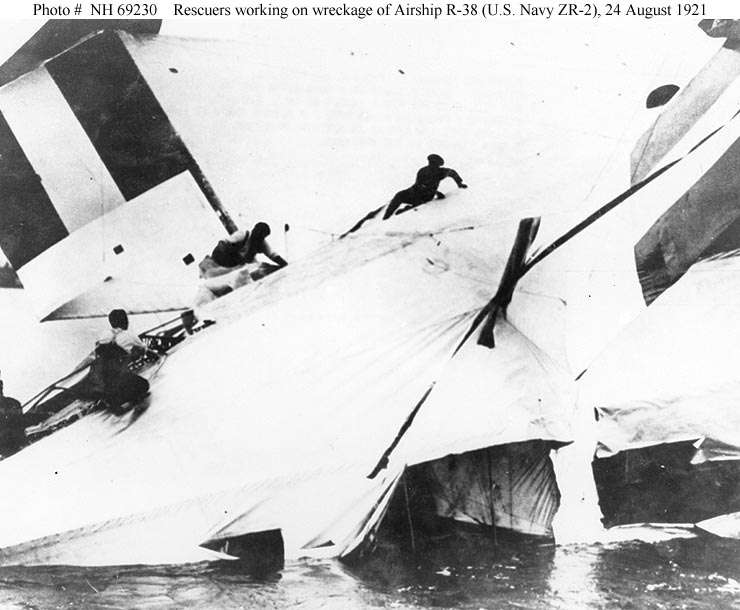
Záchranáři prohlížející trosky vzducholodi R 38

24. srpna 1921 byl Maitland na palubě vzducholodi R 38, když došlo k explozi a rozlomení vzducholodi. Maitland byl jednou ze 44 obětí této letecké katastrofy.